# Municipio de Rosedale (condado de Tripp)
El municipio de Rosedale (en inglés: Rosedale Township) es un municipio ubicado en el condado de Tripp en el estado estadounidense de Dakota del Sur. En el año 2010 tenía una población de 38 habitantes y una densidad poblacional de 0,41 personas por km².

## Geografía
El municipio de Rosedale se encuentra ubicado en las coordenadas 43°17′22″N 100°5′24″O / 43.28944, -100.09000. Según la Oficina del Censo de los Estados Unidos, el municipio tiene una superficie total de 93.02 km², de la cual 92,68 km² corresponden a tierra firme y (0,37 %) 0,34 km² es agua.

## Demografía
Según el censo de 2010, había 38 personas residiendo en el municipio de Rosedale. La densidad de población era de 0,41 hab./km². De los 38 habitantes, el municipio de Rosedale estaba compuesto por el 100 % blancos. Del total de la población el 0 % eran hispanos o latinos de cualquier raza.